# L'État pour le peuple
L’État pour le peuple (georgien: სახელმწიფო ხალხისთვის) est un parti politique géorgien fondé par le chanteur d’opéra Paata Burchuladze le 12 mai 2016. 

## Histoire
Le 20 novembre 2015, une fondation pour le développement en Géorgie est créée en prévision de la formation d'un parti politique : Paata Burchuladze annonce l’annulation de ses contrats de chanteur pour l’année 2016. 
Le 11 juillet 2016, "L’État pour le peuple" annonce son programme économique, proposant une réforme des impôts (augmentation des seuils, diminution des taux, micro-entreprises, ...) et des améliorations sociales (augmentation des retraites, réforme du système de santé, ...).
Le 8 septembre 2016, en prévision des élections législatives "L’État pour le peuple" forme une coalition avec les partis Nouvelle Géorgie (Giorgi Vashadze), Nouveaux Droits (Mamuka Katsidze) et Nouveau centre politique (Zurab Japaridze),. 

## Représentation parlementaire
Le 8 octobre 2016, lors des élections législatives, "L’État pour le peuple" recueille 3,45% des suffrages exprimés au scrutin proportionnel plurinominal, sous le seuil de 5%, et ne sera pas représenté au Parlement par ce canal. Parallèlement, au scrutin majoritaire uninominal, un candidat indépendant (Cesar Chocheli, à Mtskheta) soutenu par "L'État pour le peuple" est qualifié pour le 2e tour. 